# Aborto en Costa de Marfil
El aborto en Costa de Marfil es ilegal excepto en caso de embarazo fruto de violación o incesto o si el embarazo pone en peligro la vida o la salud. La ratificación por parte del país del Protocolo de Maputo lo compromete con el motivo adicional de malformaciones fetales. Los abortos legales requieren la aprobación de un médico y de un juez. Costa de Marfil, que inicialmente heredó la ley de aborto en Francia, incluyó en su código penal de 1981 la prohibición de los abortos que no salvan vidas, con excepciones añadidas en 2019 y 2024. Los abortos ilegales son comunes y no se aplican castigos.
La baja tasa de anticoncepción y la alta tasa de embarazos no deseados de Costa de Marfil contribuyen a su tasa de abortos, que es más alta entre las mujeres jóvenes y solteras. El aborto se utiliza comúnmente como método de control de la fertilidad o para espaciar los nacimientos. Muchos abortos ilegales son realizados por profesionales médicos que utilizan el aborto quirúrgico, a veces en clínicas especializadas. También son comunes los abortos autoinducidos, que pueden utilizar métodos tradicionales o medicamentos importados y no regulados. La mayoría de los abortos del país, especialmente los autoinducidos, son inseguros y contribuyen a la mortalidad materna. La ley prevé atención posaborto, pero a menudo no se proporciona. El país tiene algunos grupos proelección, pero la oposición religiosa al aborto está más extendida.

## Legislación
El Código Penal de Costa de Marfil prohíbe el aborto, con excepciones en casos de embarazo producto de violación o incesto o de riesgo para la vida o la salud física o mental de la madre. Mediante la ratificación del Protocolo de Maputo, el país permite el aborto por estas causas así como en el caso de defectos fetales, pero su código legal no está en conformidad con el tratado. Para que un aborto sea posible se requiere la aprobación de dos médicos, con aprobación judicial, además del que realiza el procedimiento. El requisito no se aplica si sólo hay dos médicos disponibles. El médico deberá conservar una copia de esta aprobación y entregar otra copia al paciente. Para que menores de edad puedan recibir un aborto, se requiere el consentimiento de los padres, a menos que el médico determine que es urgente. En caso de violación, se requiere como prueba un informe policial y una sentencia judicial. La objeción de conciencia al aborto está permitida por el código de ética médica del país. El país no cuenta con una ley de salud reproductiva ni directrices para los servicios de aborto, lo que lleva a muchos profesionales médicos a evitar el procedimiento.
Según el artículo 425, el hecho de practicar un aborto clandestino se castiga con una pena de prisión de uno a cinco años y multa de 150.000 a 1,5 millones de francos, o de cinco a diez años y multa de 1 a 10 millones de francos en caso de reincidencia; la pena es de dos a cinco años y de 200 000 a 2 millones de francos si el embarazo causa un perjuicio, y aumenta de diez a veinte años si causa la muerte. El artículo 426 dice que someterse a un aborto se castiga con seis meses a dos años de prisión y multa de 50 a 500 mil francos. También podrán ser castigados quienes colaboren en un aborto. La promoción o publicidad del aborto, independientemente de que ayude o no directamente a practicarlo, se castiga con una pena de seis meses a tres años de prisión. Sin embargo, el aborto es legal en la práctica ya que no se lleva a cabo ninguna acción penal.

## Historia
La ley francesa sobre el aborto de 1920 fue heredada por Costa de Marfil. La ley del aborto en el código penal del país conserva en parte la redacción del artículo 317 del Código Penal francés de 1810, incluida la adición en 1939 de la palabra «maniobras» para abarcar todos los métodos de aborto. En el Código Penal del país de 1981, el artículo 366 prohibía el aborto excepto para salvar la vida de la madre. El país introdujo una política de fertilidad en 1997, con el objetivo de introducir el uso de anticonceptivos, pero el acceso siguió siendo bajo, lo que contribuyó a los abortos. En 2000, la defensa de la legalización del aborto en Costa de Marfil se centró en la desigualdad de clases, ya que quienes podían costear un aborto podían recibir el procedimiento de forma segura de proveedores conocidos por las autoridades.
Costa de Marfil ratificó el Protocolo de Maputo el 9 de marzo de 2012. Ley No. 2019-574, aprobada el 26 de junio de 2019, modificó el código penal para permitir el aborto en caso de violación, además del motivo ya existente de riesgo para la vida. Esto ocurrió después del compromiso asumido en 2015 por el país de poner el código penal en consonancia con el derecho internacional y la promoción de la Convención sobre la Eliminación de Todas las Formas de Discriminación contra la Mujer. OpenDemocracy informó en 2022 que un centro de crisis de embarazo en Abiyán, Plantilla:Langr, había participado en desinformación sobre la ley del aborto, como al afirmar falsamente que el aborto era legalmente un asesinato, con el apoyo de grupos antiaborto como Heartbeat International, con sede en Estados Unidos, y la Asociación para la Vida de África, con sede en Zambia. El senador Mamadou Kano propuso una investigación sobre las actividades. Ley No. 2024-358, aprobada el 19 de junio de 2024, introdujo el artículo 427 al código penal, añadiendo el incesto y el riesgo para la salud como causas de aborto.

## Predominio
La tasa estimada de abortos en Costa de Marfil entre 2015 y 2019 fue de 207 000, lo que equivale al 37% de los embarazos no deseados o al 16% de todos los embarazos. Esta cifra aumentó del 26% de embarazos no deseados entre 1990 y 1994, mientras que la tasa de embarazos no deseados disminuyó un 17%. Según el Monitoreo del Desempeño para la Acción (PMA), en 2017 la tasa de aborto fue de 40,7 por cada 1000 mujeres en edad reproductiva. Una encuesta nacional de 2012 encontró que el 42,5% de las mujeres que alguna vez estuvieron embarazadas se han sometido a abortos. Las tasas de aborto varían según la región; las zonas urbanas tienen tasas más altas que las rurales, en parte debido a una mayor independencia social y acceso a proveedores médicos. La restrictiva ley sobre el aborto contribuye a la falta de datos oficiales.

### Métodos
Los profesionales médicos realizan el 47,9% de los abortos, mientras que el 50,1% se realizan en casa, a 2012. En la capital, Abiyán, el aborto ilegal está ampliamente disponible en centros médicos privados, incluidos algunos que se dedican al procedimiento. El método de aborto quirúrgico más común entre los proveedores médicos ilegales es la aspiración manual endouterina. La dilatación y curetaje también los realizan profesionales médicos. Los abortos quirúrgicos están disponibles en los hospitales por entre 50 000 y 150 000 francos (entre 76 y 229 euros), a 2022. La mayoría de las personas en el país no pueden costearlo y a algunas se les niega el procedimiento por ser jóvenes o solteras.
Muchas mujeres que no pueden costear un aborto realizado por profesionales médicos reciben abortos de proveedores de servicios de salud que no son médicos y/o con servicios e instalaciones sanitarias inadecuadas. Un método común entre dichos proveedores implica dañar el saco gestacional mediante la inserción de un catéter. A 2012, el 49,4% de los abortos son autoinducidos o realizados por curanderos tradicionales. Los métodos comunes en tales casos incluyen la ingestión de plantas como el algodón o el café; la inserción vaginal de ramas, productos químicos, vidrio o una mezcla de plantas y caolín; el consumo excesivo de alcohol, alimentos ácidos o dulces (como la bebida de cola). Los métodos varían ampliamente entre pueblos y estratos sociales. Estos métodos suelen ser inseguros; los que utilizan productos herbales tóxicos, medicamentos autoadministrados u objetos afilados tienen altos riesgos de mortalidad.  Otros abortos autoinducidos utilizan medicamentos abortivos importados, conocidos como «medicamentos chinos». Estos productos, que cuestan alrededor de 60 000 francos (unos 100 dólares estadounidenses), tienen un mercado sin regular y dependen de la confianza de la gente en su eficacia. Las farmacias venden la píldora abortiva misoprostol por 5000 a 8000 francos (unos 10 dólares estadounidenses), pero rara vez está disponible, por lo que los medicamentos chinos son más comunes. Muchas mujeres intentan múltiples métodos de aborto, generalmente comenzando con un proveedor tradicional.
La mayoría de los abortos en Costa de Marfil son realizados por profesionales no capacitados que utilizan métodos inseguros; el aborto inseguro representa seis de cada diez abortos en el país a 2018. Una encuesta realizada en 2017 por PMA categorizó el 62,4% de los abortos como menos seguros. El aborto inseguro contribuye a la tasa de mortalidad materna del país, que es una de las más altas de la región, aumentando de 330 por 100 000 en 1986 a 597 por 100 000 en 1996, en medio de un aumento del aborto. A 2018  El aborto causa el 18% de la mortalidad materna. En la ciudad, los abortos inseguros y fatales son comunes incluso en los hospitales. Una encuesta de 1995 encontró que un tercio de los abortos tuvieron complicaciones y que un tercio de las mujeres del país conocían a alguien que había tenido un aborto fatal. Los abortos autoinducidos tienen más probabilidades de provocar complicaciones que los realizados por profesionales médicos.

### Factores sociales
El país tiene una alta tasa de embarazos no deseados y una baja tasa de anticoncepción, lo que contribuye a los abortos. La mayoría de las mujeres que se someten a abortos son menores de 25 años y solteras; muchas también son estudiantes. Las tasas de aborto son más altas entre las mujeres con mayor educación. La proporción de mujeres menores de 25 años que han tenido abortos ha aumentado del 6% entre las nacidas antes de 1962 al 26% entre las nacidas entre 1973 y 1977; se ha pasado de utilizar los abortos para espaciar los nacimientos a utilizarlos en el primer embarazo, con una mayor preferencia por familia s de tamaño pequeño. Las personas pobres o con bajo nivel educativo tienen mayor probabilidad de tener abortos inseguros. Las mujeres jóvenes a menudo se autoinducen abortos porque no pueden costear los servicios médicos.
Los factores que motivan los abortos incluyen la incapacidad de costear un bebé, la incapacidad de la familia de ayudar a criarlo, el deseo de completar la educación o evitar las repercusiones sociales del embarazo prematrimonial. Si bien la decisión de abortar generalmente la toman las propias mujeres, suelen ser sus parejas las que pagan el procedimiento. Los padres a menudo influyen en sus decisiones y a veces las presionan para que aborten. Desde la década de 1990, muchas mujeres marfileñas han recurrido al aborto como método de regulación de la fertilidad, particularmente en Abiyán, donde ha contribuido a la disminución de la tasa bruta de natalidad alrededor de la década de 1990.
El aborto es un tema tabú en Costa de Marfil, pues viola las concepciones religiosas y los roles de género que esperan que las mujeres tengan hijos. El estigma provoca una falta de conocimiento sobre el aborto en el país. Las actitudes sociales o religiosas hacia el aborto a menudo llevan a las mujeres a arrepentirse de haber recibido el procedimiento. La mayoría de las mujeres del país desconocen la ley del aborto. Como el aborto es ilegal, las mujeres que desean abortar recurren a las redes sociales con otras personas que se han sometido al procedimiento para obtener información. Como las mujeres generalmente mantienen en secreto los abortos, la calidad de la atención que reciben depende del conocimiento de aquellos con quienes hablan de ello.

### Atención postaborto
Las directrices sanitarias nacionales exigen que los pacientes que han sufrido un aborto tengan acceso a atención postaborto (APA). Los centros públicos y privados ofrecen APA, pero los proveedores de abortos ilegales por lo general no lo hacen. Muchos proveedores de APA ofrecen servicios incompletos. Aunque la mayoría de la población vive cerca de un proveedor de APA, las mujeres pobres o rurales tienen menor acceso. La ilegalidad del aborto lleva a las mujeres a retrasar la recepción de APA, lo que contribuye a las muertes. Otras razones por las que las mujeres evitan la APA incluyen la falta de cobertura, la falta de información y la falta de confidencialidad en los hospitales públicos. Entre los pacientes de APA, el 43,7% recibe anticoncepción postaborto y el 4,5% recibe anticoncepción reversible de acción prolongada, a 2022.

## Debate y promoción
Los activistas proelección argumentan que los requisitos para la prueba legal de violación o incesto son demasiado altos para que las mujeres reciban abortos legales. Los grupos que abogan por la legalización del aborto en Costa de Marfil incluyen el Collectif des Activistes de Côte d'Ivoire y la Organización para el Diálogo para el Aborto Seguro. Organizaciones internacionales como el Fondo de Población de las Naciones Unidas y CARE Internacional han promovido la educación sobre el aborto dentro de la legislación vigente; otras, como EngenderHealth, han pedido que el país ajuste su legislación al derecho internacional. Los grupos proelección en Costa de Marfil tienen menos influencia que la oposición religiosa al aborto. Tanto las opiniones cristianas como las islámicas contra el aborto están muy extendidas, y autoridades religiosas como la Alliance des Religieux pour la Santé Intégrale et la Promotion de la Personne Humaine opinión de que el aborto viola el derecho del feto a la vida. Entre los profesionales médicos, las opiniones sobre la ley del aborto varían entre aquellos que apoyan la ley actual, creyendo que funciona para reducir el riesgo de abortos inseguros, y aquellos que apoyan la reforma, creyendo que los abortos seguros serían más accesibles si fueran legales.